# Estación Casbas
Casbas era una estación ferroviaria ubicada en el Partido de Guaminí, Provincia de Buenos Aires, Argentina.

## Servicios
La estación formaba parte del Ferrocarril Midland de Buenos Aires que unía la estación Puente Alsina con la ciudad de Carhué. A partir de la nacionalización de 1948, pasó a formar parte del Ferrocarril General Belgrano.
La estación fue clausurada por la Dictadura Militar junto al resto del Midland el 31 de diciembre de 1976.
Desde entonces, sólo se mantuvo en pie el servicio interurbano hasta la estación Marinos del Crucero General Belgrano, en las afuera de Buenos Aires.